# Открытый чемпионат Австралии по теннису 2002
Открытый чемпионат Австралии 2002 — 90-й розыгрыш ежегодного профессионального теннисного турнира серии Большого шлема, проводящегося в австралийском городе Мельбурн на кортах местного спортивного комплекса «Мельбурн Парк». Традиционно выявляются победители соревнования в девяти разрядах: в пяти — у взрослых и четырёх — у старших юниоров.
Томас Йоханссон выиграл свой первый титул Большого шлема в мужском одиночном разряде. Дженнифер Каприати успешно защитила свой титул в женском одиночном разряде, победив в финале трехкратную победительницу чемпионата Австралии Мартину Хингис.
В 2002 году матчи основных сеток прошли с 14 по 27 января 2002 года и привлекли 518 248 зрителей.
Соревнование традиционно открывало сезон турниров серии в рамках календарного года.
В 2002 году Kia Motors начала спонсорство Australian Open, заменив Ford.
Прошлогодние победители среди взрослых:
- в мужском одиночном разряде —  Андре Агасси
- в женском одиночном разряде —  Дженнифер Каприати
- в мужском парном разряде —  Йонас Бьоркман и  Тодд Вудбридж
- в женском парном разряде —  Серена Уильямс и  Винус Уильямс
- в смешанном парном разряде —  Корина Морариу и  Эллис Феррейра

## Соревнования

### Взрослые

#### Мужчины. Одиночный турнир
Томас Йоханссон обыграл  Марата Сафина со счётом 3-6, 6-4, 6-4, 7-6(7-4).
- Томас Йоханссон выиграл 1-й, и единственный, титул Большого шлема и 7-й за карьеру в основном туре ассоциации.

#### Женщины. Одиночный турнир
Дженнифер Каприати обыграла  Мартину Хингис со счётом 4-6, 7-6(9-7), 6-2.
- Дженнифер Каприати выиграла 1-й одиночный титул в сезоне и 13-й за карьеру в основном туре ассоциации. Это был ее 3-й (и последний) титул чемпиона Большого шлема в карьере, и ее 2-й титул Открытого чемпионата Австралии.

#### Мужчины. Парный турнир
Марк Ноулз /  Даниэль Нестор обыграли  Микаэля Льодра /  Фабриса Санторо со счётом 7-6, 6-3.
- Впервые в мужском парном разряде команде нужно выиграть только два сета, чтобы выиграть матч. Ранее парам требовалось выиграть три сета, чтобы выиграть матч.

#### Женщины. Парный турнир
Мартина Хингис /  Анна Курникова обыграли  Даниэлу Гантухову /  Аранчу Санчес Викарио со счётом 6-2, 6-7(4-7), 6-1.

#### Микст
Даниэла Гантухова /  Кевин Ульетт обыграли  Паолу Суарес /  Гастона Этлиса со счётом 6-3, 6-2.

### Юниоры

#### Юноши. Одиночный турнир
Клеман Морель —  Тодд Рид — 6-4, 6-4.

#### Девушки. Одиночный турнир
Барбора Стрыцова обыграла  Марию Шарапову со счётом 6-0, 7-5.

#### Юноши. Парный турнир
Райан Хенри /  Тодд Рид —  Флорин Мерджа /  Хория Текэу — отказ.

#### Девушки. Парный турнир
Хисела Дулко /  Анжелик Виджайя —  Светлана Кузнецова /  Матея Мезак — 6-2, 5-7, 6-4.